# Monopeltis leonhardi
Monopeltis leonhardi — вид плазунів з родини амфісбенових (Amphisbaenidae). Мешкає в Південній Африці. Вид названий на честь німецького етнографа Леонгарда Шульце-Єни.

## Поширення і екологія
Monopeltis leonhardi мешкають в Намібії, Ботсвані, Зімбабве та на півночі Південно-Африканської Республіки. Вони живуть в сухих саванах та в напівпустелях Калахарі.